# (5258) Reo
(5258) Reo es un asteroide que forma parte de los asteroides troyanos de Júpiter, descubierto el 1 de enero de 1989 por Yoshiaki Oshima desde el Observatorio Gekko, Kannami, Japón.

## Designación y nombre
Designado provisionalmente como 1989 AU1. Debe su nombre a Reo, quien se convirtió en la amante de Apolo y por ello en la madre de Anio.

## Características orbitales
Reo está situado a una distancia media del Sol de 5,178 ua, pudiendo alejarse hasta 5,567 ua y acercarse hasta 4,788 ua. Su excentricidad es 0,075 y la inclinación orbital 5,917 grados. Emplea 4303,92 días en completar una órbita alrededor del Sol.

## Características físicas
La magnitud absoluta de Reo es 10,3. Tiene 53 km de diámetro y su albedo se estima en 0,052.